# Rudi Lüttge
Rudolf „Rudi“ Lüttge (* 19. Dezember 1922 in Ilsenburg; † 23. September 2016 in Bad Schwartau) war ein deutscher Geher und Olympiateilnehmer.

## Laufbahn
Lüttge errang in seiner Karriere insgesamt 16 deutsche Meistertitel, davon elf in Einzelwettbewerben und fünf in der Mannschaft. Von 1938 bis 1941 startete er für die BSG Büssing Braunschweig, ab 1941 war er Mitglied bei Eintracht Braunschweig.
Lüttge nahm für Deutschland an den Olympischen Spielen 1952 in Helsinki im 50-km-Gehen teil, dort belegte er den 13. Platz. 1948 stellte Rudi Lüttge im Braunschweiger Eintracht-Stadion mit einer Zeit von 2:27:26,6 h. einen Weltrekord im 30-km-Gehen auf. Dieser Rekord wurde von der IAAF jedoch nie offiziell anerkannt, da der Deutsche Leichtathletik-Verband nach dem Zweiten Weltkrieg noch nicht wieder als Mitglied aufgenommen worden war.
1988 wurde Lüttge die Niedersächsische Sportmedaille verliehen.

## Erfolge
- Deutscher Meister im 50-km-Gehen: 1951, 1952
- Deutscher Meister im 25-km-Gehen: 1946, 1948, 1953
- Deutscher Meister im 10.000-Meter-Bahngehen: 1947, 1949, 1950, 1951, 1952, 1953
- Deutscher Mannschaftsmeister im 50-km-Gehen: 1949, 1951 (mit Eintracht Braunschweig)
- Deutscher Mannschaftsmeister im 25-km-Gehen: 1947, 1948, 1953 (mit Eintracht Braunschweig)